# Konkatedra św. Marka w Makarskiej
Konkatedra św. Marka (chorw. Konkatedrala sv. Marka) – rzymskokatolicka świątynia znajdująca się w chorwackim mieście Makarska, konkatedra archidiecezji splicko-makarskiej.

## Historia
Budowę świątyni rozpoczęto w 1700, w pierwotnych planach kościół miał posiadać dwie dodatkowe nawy. Korpus nawowy zaprojektował Giacomo di Varrenne, a dzwonnicę – Giuseppe D'Andrea. Katedrę konsekrował w 1756 bp Stjepan Blašković. Budynek został zniszczony podczas trzęsienia ziemi w 1962 roku. Od 1969 jest konkatedrą archidiecezji splicko-makarskiej.

## Wyposażenie
We wnętrzu przechowywane są m.in. relikwie kości św. Klemensa, złożone w ołtarzu bocznym. Podczas odbudowy po trzęsieniu ziemi dotychczasowy ołtarz główny przeniesiono do kaplicy Najświętszego Sakramentu, gdzie znajdował się pierwotnie. Zdobią go figury św. Marka i św. Hieronima. Naprzeciw ołtarza znajduje się płaskorzeźba przedstawiająca ostatnią wieczerzę, wzorowana na obrazie Leonarda da Vinci. Organy wykonano w roku 1970, do ich budowy wykorzystano elementy starszego instrumentu, zniszczonego w 1962. Prócz tego w kościele zgromadzone są liczne przedmioty z przełomu XVIII i XIX wieku.